# Lunel-Viel

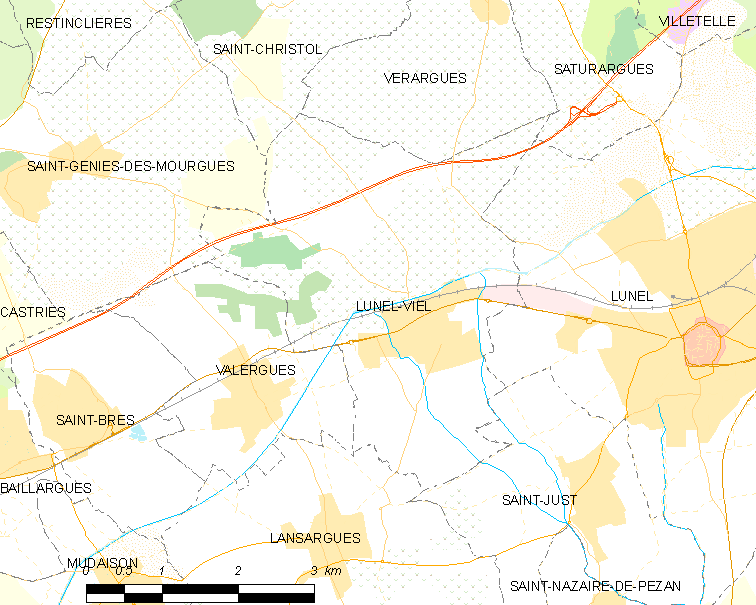
Mapa

 Lunel-Viel  (en occitano Lunèl Vièlh) es una población y comuna francesa, situada en la región de Occitania, departamento de Hérault, en el distrito de Montpellier y cantón de Lunel.

## Demografía
| 1210 | 1418 | 1331 | 1673 | 2301 | 3174 | 3767 |
| Para los censos de 1962 a 1999 la población legal corresponde a la población sin duplicidades (Fuente: INSEE [Consultar]) |      |      |      |      |      |      |

## Personas vinculadas
- Georges Rouquier, director de cine y actor.